# Флаг Нигера
Флаг Нигера был утверждён 23 ноября 1959 года перед обретением независимости от Французской Западной Африки. Как и флаги многих бывших колоний Франции, флаг Нигера является триколором. Верхняя оранжевая полоса символизирует пески пустыни Сахара на севере страны, центральная белая полоса олицетворяет чистоту и простоту, а нижняя зелёная полоса — надежду и, в то же время, плодородные земли юга Нигера. Оранжевый круг в центре — символ солнца. Традиционно флаг изображается с соотношением сторон 6:7, однако государственными учреждениями Нигера используются различные вариации, на официальных документах встречаются изображения флага с пропорциями 2:3, 3:5 и 1:2. Конституцией Нигера пропорции национального флага не описываются.  

## Похожие флаги

Флаг Индии